# 29. Feldartillerie-Brigade (Deutsches Kaiserreich)
Die 29. Feldartillerie-Brigade war ein Großverband der Preußischen Armee.

## Geschichte
Die 29. Feldartillerie-Brigade wurde zum 1. Oktober 1899 in Freiburg im Breisgau aufgestellt und am 16. Februar 1917 zum Artilleriekommandeur 29 umfunktioniert, dem damit die taktische Führung der gesamten sächsischen Feld- und schweren Artillerie oblag. Am 16. September 1918 wurde der Artilleriekommandeur 29 zu einem Baustab umfunktioniert. 
Die Brigade war bis zum 16. Februar 1917 Teil der 29. Division, die dem XIV. Armee-Korps in Karlsruhe zugeordnet war. Anschließend wurde sie der 108. Infanterie-Division zugewiesen.

### Gliederung
- 1899 bis 1914

2. Badisches Feldartillerie-Regiment Nr.30 und 5. Badisches Feldartillerie-Regiment Nr.76
- Kriegsgliederung bei Mobilmachung 1914

Wie vor
- Kriegsgliederung am 26. April 1918

Feldartillerie-Regiment Nr. 243

### Erster Weltkrieg
Die Brigade kam im Verband der 29. Division und der 108. Infanterie-Division ausschließlich an der Westfront zum Einsatz.
Zu den Kampfhandlungen, Gefechten und Schlachten siehe Kampfgeschehen der 29. Division und Kampfgeschehen der 108. Infanterie-Division.

### Brigadekommandeure
| Name                              | Datum                                    |
| --------------------------------- | ---------------------------------------- |
| 29. Feldartillerie-Brigade        |                                          |
| Carl Kehrer                       | 1. Oktober 1899 bis 17. Mai 1901         |
| Max von Gallwitz                  | 18. Mai 1901 bis 26. Januar 1903         |
| Wilhelm Scheller                  | 27. Januar 1903 bis 13. April 1907       |
| Wilhelm Heinrich Emanuel Hoffmann | 14. April 1907 bis 2. Mai 1909           |
| Wilhelm Philgus                   | 3. Mai 1909 bis 16. Mai 1910             |
| Fritz Hofmeier                    | 17. Mai 1910 bis 23. April 1914          |
| Arthur Hamann                     | 24. April 1914 bis 13. September 1916    |
| Paul von Krenski                  | 14. September 1916 bis 12. Dezember 1916 |
| Oberst Thiel                      | 13. Dezember 1916 bis 15. Februar 1917   |
| Artilleriekommandeur Nr. 29       |                                          |
| Oberst Thiel                      | 16. Februar 1917 bis 21. März 1917       |
| Bernhard Wilckens                 | 22. März 1917 bis April 1918             |
| Constantin Rembe                  | April 1918 bis Kriegsende                |